# 1919年美国无政府主义者袭击事件

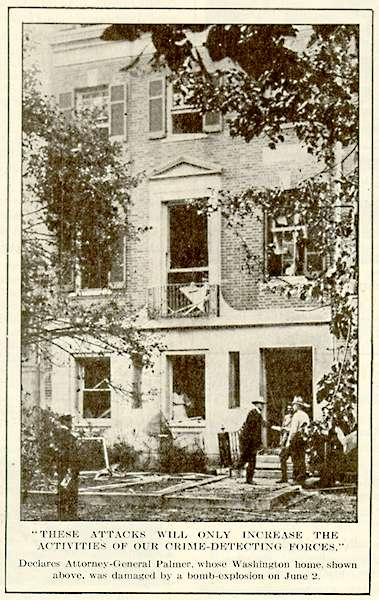
被炸弹袭击的司法部长亚历山大·米切尔·帕尔默的住所。

1919年美国无政府主义者袭击事件是一系列由意大利无政府主义者鲁奇·加里尼在1919年4月至6月间制造的爆炸事件。这起事件导致了1919年至1920年的红色恐慌。

## 四月炸弹邮件袭击事件
1919年4月底，有至少36个填充有炸药的邮包被寄给包括司法部长亚历山大·米切尔·帕尔默在内的司法系统官员，以及包括约翰·戴维森·洛克菲勒在内的商界人物和报刊编辑。其中有一封寄给了一名司法部调查局（BOI）特工雷明.威斯顿.芬奇，他曾在1918年带领警察在一次对苏维艾思纳纪事杂志出版社的搜捕行动中逮捕了两名重要的意大利无政府主义者。
这些邮件炸弹都用相似的牛皮纸袋包裹，里面有一个硬纸盒装在带有金伯尔兄弟公司标签的亮绿色纸袋中，盒里装有一个六英寸长三英寸宽，大约一英寸厚的中空的木块，炸药棒就装在其中。另有一小瓶硫酸和木块系在一起，连着三个雷酸汞炸药的起爆雷管。打开盒子的一端（标有“开启”），会释放一根螺旋形的弹簧，使瓶中的酸滴入雷管中，点燃并引爆炸弹。
 无政府主义袭击者们本打算他们的炸弹在五月一日国际劳动节送达。自从1890年第二国际时期，五月一日就成为庆祝社会主义者、无政府主义者和社会主义革命者团结的国际性节日。西雅图市市长奥莱·汉森最近因为西雅图大罢工事件而全国闻名，他也收到了其中一封炸弹邮件，他的办公室职员威廉.兰格打开了包裹，但是他打开了盒子另一端，结果酸滴在了桌子上而没有引爆炸弹。他把炸弹交给了当地警局，警局立即通报了邮政部门和其他警察机构。4月29日，佐治亚州参议员托马斯.W哈德威克因曾支持1918年移民法在国会通过，同样收到了其中一封炸弹邮件，他的女管家试图打开包裹时手被完全炸掉，他的妻子也在爆炸中受伤——她的脸和颈严重烧伤，一块碎片击中了她的嘴唇。
新闻报道中对哈德威克收到的炸弹包裹的描述引起了纽约一名邮局工作人员的注意，前些天他曾将16个相似的邮费欠资的包裹搁置在一旁。另外12个炸弹包裹在送达目的地前被发现并收回。所有炸弹目标地址如下：

## 六月连环爆炸案
1919年6月2日晚，加里尼同时在美国8个城市引爆了炸弹。这些炸弹比他们4月寄出的大得多，使用了多达20磅（约合11千克）炸药，并且装在重的合金容器中意欲达到和榴霰弹相似的效果。袭击目标包括那些支持《反叛乱法》或支持对被指控或被怀疑与非法活动有关的移民的遣返令的政府官员，以及一些将其他无政府主义者判罪的法官。在这新一波的恐怖袭击中，包括克利夫兰市市长哈利.L.戴维斯、匹兹堡市联邦法院法官W.H.S.汤普森、首席移民官W.W.西布莱、马萨诸塞州众议员L.保罗、纽约法官查尔斯·C·诺特，以及在4月的邮件袭击中已是目标的司法部长亚历山大·米切尔·帕尔默。没有一名目标人物被炸死，但是一枚炸弹炸死了纽约一名守夜人威廉.博纳，本打算用于袭击司法部长帕尔默家的炸弹意外地提前爆炸，炸死了苏维艾思纳纪事杂志出版社的一名前编辑卡洛·巴尔迪诺，他也是加里尼的亲近助手之一。虽然没有严重受伤，但帕尔默一家仍被爆炸吓了一大跳，他的房屋也严重受损。时任海军部长助理的富兰克林·德拉诺·罗斯福和他的妻子埃莉诺·罗斯福那时就住在街对面，在爆炸中也差点受到波及。就在几分钟前他们刚走出房子。炸弹的一些残片落在了他们家门口。

每个炸弹爆炸时都有几张标题为“浅显的话”的传单飞出，内容如下：
War, Class war, and you were the first to wage it under the cover of the powerful institutions you call order, in the darkness of your laws. There will have to be bloodshed; we will not dodge; there will have to be murder: we will kill, because it is necessary; there will have to be destruction; we will destroy to rid the world of your tyrannical institutions.

大意为：
“斗争，阶级斗争，你们是第一个在你们称之为命令的强大机构，在所谓法律的黑暗处发动它。斗争必然会有流血牺牲，但我们不会退缩；斗争必然有杀戮，而我们只在必要时开刀；斗争必然有破坏，而我们会毁灭（必须被毁灭的），以铲除这个世界上残暴专横的制度。”

根据传单追踪到了一家由无政府主义者安德烈·萨尔西多和罗伯特.埃里亚经营的印刷厂。根据加里尼的组织的其他成员的记录，这两人也是加里尼主义者。其中萨尔西多自杀身亡，而埃里亚拒绝了用证实自己在加里尼组织中的角色换取取消对他的遣返令的建议。因为没有足够的证据对他们提出刑事诉讼，当局只能使用《1918年移民法》中的反无政府主义者条目和其他相关法规驱逐已知的加里尼主义者。

## 反应
在各种劳工暴动事件和无政府主义者袭击事件的促使、司法部长亚历山大.米切尔.帕尔默试图压制各种劳工组织的错误决策的刺激下，这起事件被过度渲染，并且和各种非法搜捕、羁押和对数百名被怀疑的激进分子、无政府主义者的驱逐联系在一起。两次被无政府主义者的炸弹袭击的司法部长亚历山大.米切尔.帕尔默于1919年11月至次年1月间在全国组织了有名的“帕尔默大搜捕”行动，因为被怀疑违反《1917年间谍法》和《反叛乱法》亦或《1918年移民法》，大约有一万人被逮捕，其中3500人被羁押，有556名被羁押的外国人被驱逐。这些连环炸弹袭击事件还加重了红色恐慌的蔓延。